# نيدرنهال
نيدرنهال (بالألمانية: Niedernhall) هي مدينة وبلدة ألمانية تقع في ألمانيا في بادن-فورتمبيرغ. يقدر عدد سكانها بـ 3,956 نسمة .